# Rachel Klamer
Rachel Klamer (Harare, 8 de outubro de 1990) é uma triatleta profissional neerlandesa, nascido no Zimbabué. 

## Carreira

### Rio 2016
Rachel Klamer disputou os Jogos do Rio 2016, terminando em 10º lugar com o tempo de 1:58:55. 